# Ryssjön (Grundsunda socken, Ångermanland)
Ryssjön är en sjö i Örnsköldsviks kommun i Ångermanland och ingår i Gideälven-Idbyåns kustområde. Sjön har en area på 0,127 kvadratkilometer och ligger 66 meter över havet. Sjön avvattnas av vattendraget Flärkån.

## Delavrinningsområde
Ryssjön ingår i det delavrinningsområde (703011-166277) som SMHI kallar för Inloppet i Kasasjön. Medelhöjden är 54 meter över havet och ytan är 5,52 kvadratkilometer. Det finns inga avrinningsområden uppströms utan avrinningsområdet är högsta punkten. Avrinningsområdets utflöde Flärkån mynnar i havet. Avrinningsområdet består mestadels av skog (64 procent), öppen mark (12 procent) och jordbruk (14 procent). Avrinningsområdet har 0,13 kvadratkilometer vattenytor vilket ger det en sjöprocent på 2,3 procent.